# David Schwab

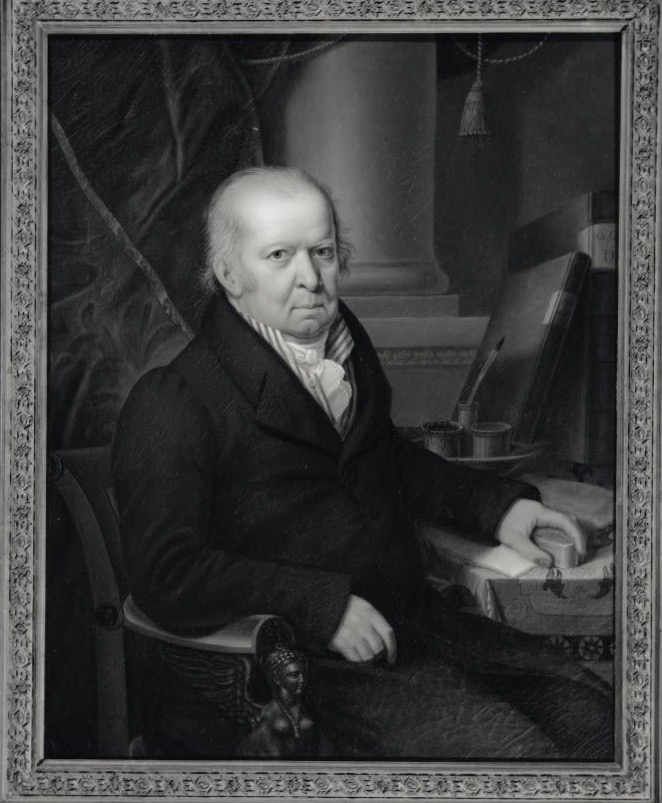
David Schwab, 1822

David Schwab (* 10. November 1748 in Biel; † 13. Januar 1823 ebenda); heimatberechtigt in Bern, Biel und Nidau, war ein Schweizer Kaufmann, Bankier und Politiker.

## Leben

### Familie
David Schwab entstammte einer Steinmetzfamilie; sein Vater war der Steinmetz Peter Schwab (* 26. November 1707 in Biel; † 20. Mai 1777) und seine Mutter war Marie Salomé (geb. Alioth, * 1710 in Biel; † 20. September 1786); er hatte noch drei Geschwister.
Im Jahr 1802 heiratete David Schwab Marie Elisabeth (* 1774 in Safnern; † 1839), die Tochter von Jakob Rihs; gemeinsam hatten sie sechs Kinder:
- David Schwab (* 12. Februar 1802 in Nidau; † 18. November 1861 in Biel), Regierungsstatthalter in Biel; verheiratet mit Elisabeth Josefine (* 15. November 1805 in Biel; 28. Dezember 1880), der Tochter des Indiennedruckers Heinrich Franz Ludwig Verdan (1770–1832). Sie war die Enkelin des Indiennefabrikanten François Verdan;
- Friedrich Schwab, Archäologe und Oberst im Sonderbundskrieg;
- Emanuel Schwab (* 17. August 1804 in Biel; † 30. November 1865 ebenda);
- Elisabeth Schwab (* 20. April 1806 in Biel; † 29. März 1873), verheiratet mit dem indiennefabrikanten François Emmanuel Bridel (* 13. Dezember 1796 in Vevey; † 7. Januar 1836 in Biel);
- Louise Schwab (* 21. Februar 1808 in Nidau; † 16. Januar 1880 in Bern), verheiratet mit Karl Emanuel Niklaus Risold (* 6. Juni 1786 in Bern; † 26. Mai 1845 in Bern), Präsident des Obergerichts und Eidgenössischer Oberst;
- Gottlieb Schwab (* 1811; † 10. Juni 1839 in Bern).

Zu seinen Nachkommen gehörte unter anderem auch der spätere Hochschullehrer Fernand Schwab (1890–1954).
David Schwab wurde auf dem Familienfriedhof am Schweizersbodenweg in Biel beigesetzt.

### Werdegang
Sein älterer Bruder Peter (* 28. April 1743 in Biel) wurde 1768 Modelstecher in der Bieler Indiennefabrik auf dem Pasquart-Gelände und wanderte später nach Amerika aus. Im Gegensatz zu ihm suchte David Schwab sein Glück in Portugal und wurde zu einer einflussreichen Figur in der europäischen Textilindustrie.
Ab 1780 leitete David Schwab gemeinsam mit dem Neuenburger David Henri de Meuron die Indiennefabrik in Torres Novas bei Lissabon. Indiennes sind bunt bemalte und bedruckte Baumwolltücher, die nach ihrem Ursprungsland benannt wurden. Diese Fabrik war Teil eines größeren industriellen Aufschwungs, den der Marquis Sebastião José de Carvalho e Melo ab 1764 in Portugal förderte, um die lokale Industrie zu modernisieren und international wettbewerbsfähig zu machen. Die Regierung beauftragte David Schwab und David Henri de Meuron mit der Leitung der Fábrica das Chitas, und am 14. August 1780 erhielten sie von der Königstochter Maria I. eine Lizenz zur Errichtung und zum Betrieb der Fabrik. Dies ermöglichte ihnen, in verschiedenen Städten, darunter Alenquer und Torres Novas, eine Fabrik zum Bedrucken und Färben von Stoffen zu etablieren.
Ab 1781 beteiligte sich nebst Davids Bruder Jakob (* 19. September 1745 in Biel) auch François Verdan, der über fundierte Kenntnisse im Stoffdruckverfahren verfügte. Am 13. November 1783 wurde bekanntgegeben, dass die Fabrik in Torres Novas 24 Webstühle für die Herstellung von Baumwolltüchern benötigte, die mit den in Großbritannien produzierten vergleichbar sein sollten. David Schwab übernahm die technische Leitung, während David Henri de Meuron die kaufmännische und finanzielle Verantwortung trug.
Im Jahr 1789 wurde das Unternehmen um eine Fabrikschule erweitert, die den Lehrlingen die Grundkenntnisse in der Spinnerei und einfachen Baumwollweberei vermittelte. Während dieser Zeit stellte das Unternehmen 56 Lehrlinge ein, um die Produktion zu unterstützen. Allerdings führte die Fabrik auch zu Umweltproblemen, insbesondere durch die Verschmutzung des Flusses Almonda, was 1792 zu Protesten der lokalen Bevölkerung führte.
Trotz dieser Herausforderungen florierte die Fabrik, und Schwabs unternehmerischer Erfolg ermöglichte es ihm, sich an der Gründung des Bank- und Handelshauses Schwab & Meuron zu beteiligen, das sich auf den Im- und Export mit Südamerika spezialisierte. Das Ziel dieses Unternehmens war es, die Handels- und Bankgeschäfte mit Südamerika, vornehmlich im Diamantenhandel, zu übernehmen. Diese Geschäfte waren ursprünglich von David de Pury, dem Onkel von David Henri de Meuron, von Lissabon aus aufgebaut worden (siehe Portugiesisch-schweizerische Beziehungen) und trugen zur Expansion des Handels in dieser Region bei. David Schwab war auch im atlantischen Dreieckshandel tätig, der eng mit dem Sklavenhandel verbunden war. Durch diese Geschäfte häufte er ein beträchtliches Vermögen an.
Anfang des 19. Jahrhunderts geriet die Fabrik in Torres Novas jedoch durch die französischen Invasionen in Schwierigkeiten und wurde 1810 während der dritten Invasion von den Truppen des Generals André Masséna zerstört.

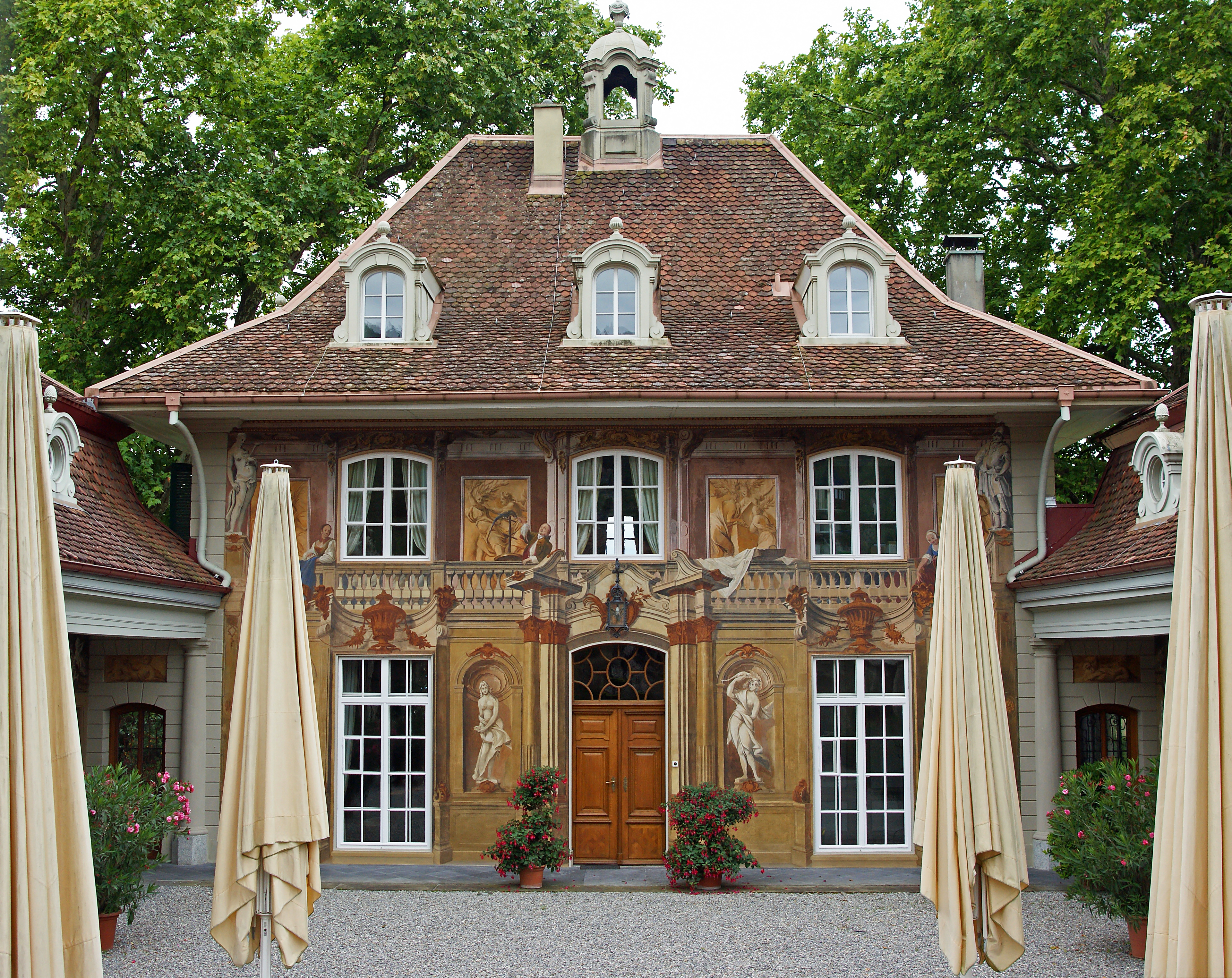
Hofgut Gümlingen

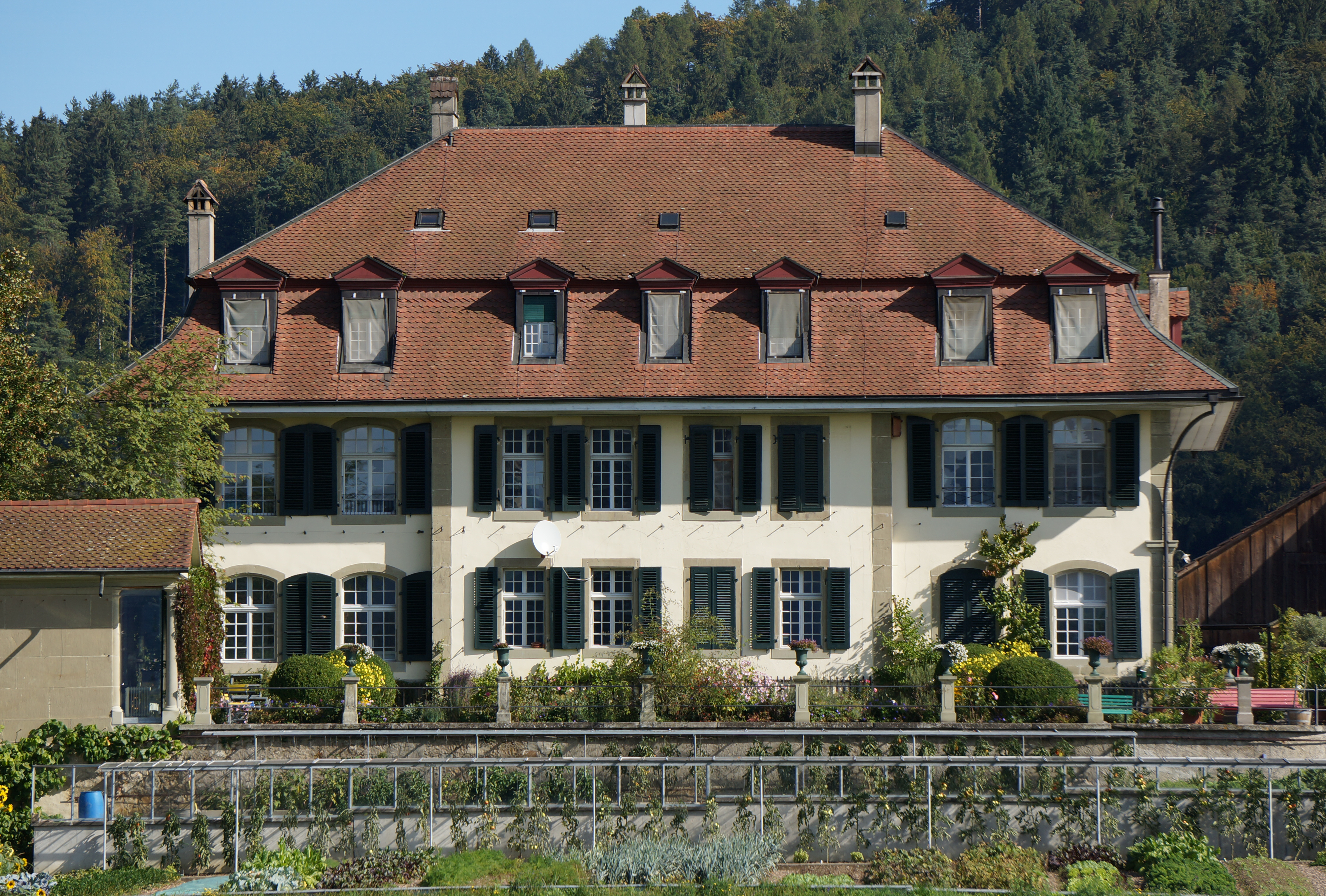
Melchenbühlgut

Nach seiner kriegsbedingten Rückkehr in die Schweiz übernahm David Schwab die Leitung der Bieler Indiennefabrik (siehe Indiennemanufaktur Biel) und wurde aufgrund seines in Portugal angehäuften Vermögens zum reichsten Mann von Biel. Anstatt in neue Industrien zu investieren, kaufte er landwirtschaftliche Güter und Liegenschaften in der Region, insbesondere bei der Versteigerung von Nationalgütern durch die Franzosen in der Zeit zwischen 1798 und 1814, als Biel mit Frankreich vereint war. Er erwarb unter anderem 1788 ein Gut in Ipsach, 1798 den Tschiffelisberg (siehe Johann Rudolf Tschiffeli), Güter in Tramelan, Renan, Vingelz, Twann, Gümligen (Hofgut (Gümligen)) und Belp, den historischen Finslerturm in Biel, das Abtenhaus, in dem sich heute das Restaurant St. Gervais in Biel befindet, sowie das Melchenbühlgut und ein Anwesen oberhalb der Mühle zwischen Ilfingen und Friedliswart, das von ihm verwaltet wurde und als Schule für die lokale Bevölkerung diente.
Im Jahr 1814 wurde er Mitglied des Bieler Grossen Rates und der provisorischen Bieler Stadtregierung, als Biel ein eigener Kanton werden wollte.
Er war auch aktiv in Hilfsaktionen, um den Opfern von Kriegsereignissen zu helfen, und bot den Stadtbehörden mehrfach finanzielle Unterstützung an, unter anderem für die Reise von Georg Friedrich Heilmann zum Wiener Kongress.
David Schwab starb am 13. Januar 1823 im Alter von 74 Jahren. Nach seinem Tod entstand ein Erbstreit, da die Erben das Beneficia Inventarii forderten und die Verwaltung der Erbschaft einige rechtliche Probleme aufwarf.